# تقرير سمولوود

تقرير سمولوود، بعنوان رسميًا دور الطب التكميلي والطب البديل في هيئة الخدمات الصحية الوطنية (المملكة المتحدة): تحقيق في المساهمة المحتملة للعلاجات البديلة السائدة في الرعاية الصحية في المملكة المتحدة، كانتقريرًا عام 2005 يشجع على استخدام ما يسمى «الطب البديل» في بريطانيا يمول دافع الضرائب هيئة الخدمات الصحية الوطنية، كبديل فعال من حيث التكلفة وفعّال للطب القائم على الأدلة. كتب هذا التقرير الاقتصادي كريستوفر سمولوود، بتكليف من تشارلز (أمير ويلز)، وتمويله من قبل السياسي المحافظ من حزب المحافظين دام شيرلي بورتر. أوصى التقرير بإتاحة عدد من العلاجات على هيئة الخدمات الصحية الوطنية (المملكة المتحدة)، بما في ذلك الوخز بالإبر والمعالجة المثلية وعلاجات التلاعب والعلاجات العشبية. كتب جريم كاتو المقدمة. سمولوود اقتصادي مع عدم وجود خلفية في مجال الرعاية الصحية.

## نقد
تم انتقاد التقرير من قبل الباحث الأكاديمي في الطب البديل إدزارد إرنست، الذي كتب أنه غير دقيق ومضلل وأن «استنتاجاته تمت كتابتها قبل أن يبحث المؤلفون عن أدلة قد تتطابق معها». كتب رئيس تحرير ذا لانسيت ريتشارد هورتون أن التقرير يحتوي على «هراء خطير».
نتيجة رهيبة لرد إرنست، قدم سكرتير تشارلز السير مايكل بيت شكوى إلى جامعة إكستر لبدء ملف تحقيق في إرنست لسوء السلوك. على الرغم من تبرئة إرنست، تم حل قسمه بسبب توقف التمويل وأجبر على التقاعد المبكر. تم فحص دور المكتب الملكي للأمير تشارلز نتيجة للتدخل.